# 인릉 (고려)
인릉(仁陵)은 고려 제13대 국왕 선종과 정비인 사숙왕후 이씨의 능이다. 현재 조선민주주의인민공화국 개성특별시에 위치해 있다.